# Helen Mack Chang
Ne doit pas être confondu avec Helen Mack.
Helen Mack Chang, née le 19 janvier 1952, est une femme d'affaires guatémaltèque et militante des droits de l'homme.
Elle devient une ardente défenseure des droits de l'homme après que sa sœur, l'anthropologue Myrna Mack Chang, ait été assassinée par l'armée guatémaltèque le 11 septembre 1990. Elle recherche et poursuit en justice les meurtriers de sa sœur, y compris de façon inédite devant la Cour interaméricaine des droits de l'homme, obtenant les condamnations d'un agresseur et d'un colonel de haut rang.
En 1992, elle reçoit le Right Livelihood Award ou « prix Nobel alternatif » en Suède et obtient d'autres récompenses pour son action en faveur des droits de l'homme. En 1993, elle crée la fondation Myrna Mack pour rechercher la justice sur meurtre de sa sœur et opérer d'autres actions en faveur du respect droits de l'homme, en établissant des programmes et en soutenant les victimes.
Le gouvernement guatémaltèque reconnaît sa responsabilité en 2004 et verse une compensation à Helen Mack et à sa famille. En 2010, elle est chargée par le président guatémaltèque Álvaro Colom de mener des enquêtes sur la corruption policière endémique et recommander des réformes.

## Biographie
Helen Beatriz Mack Chang est née à Barrio San Nicolás, Retalhuleu, Guatemala, en 1952. Ses parents sont chinois, de l'ethnie Han. Elle a une sœur aînée, Myrna.
Elle travaille dans le domaine du conseil aux entreprises et de la gestion administrative.
Pendant la longue guerre civile guatémaltèque, sa sœur Myrna Mack, anthropologue, travaille avec les populations rurales autochtones mayas. Elle documente leur déracinement et leurs pérégrinations dus aux combats et à l'ampleur des attaques du gouvernement contre eux. Myrna Mack est tuée en 1990 près de son bureau à Guatemala City par un commando militaire,.
À partir de 1991, Helen Mack Chang enquête au Guatemala sur le meurtre de sa sœur. Elle engage des poursuites contre les personnes soupçonnées du crime, dont plusieurs hommes formés à l'École de l'armée américaine des Amériques, plus tard rebaptisée École des Amériques pour la coopération de sécurité.
Son combat pour la justice lui vaut de recevoir en 1992 le Right Livelihood Award (« prix Nobel alternatif »). elle est récompensée « pour son courage personnel et sa persévérance dans la recherche de la justice et la fin de l'impunité des meurtriers politiques ».
Grâce à l'argent de ce prix, Helen Mack fonde en 1993 avec d'autres Guatémaltèques engagés la fondation Myrna Mack, et elle en devient la présidente, à Guatemala City. En plus de faire justice pour Myrna Mack par le biais des tribunaux nationaux et internationaux, la fondation s'engage dans un large éventail d'autres activités et programmes pour promouvoir les droits de l'homme au Guatemala. Elle soutient les victimes de la guerre, lutte contre l'impunité, promeut le développement politique et économique des peuples autochtones, et veut démocratiser le fonctionnement de la justice guatémaltèque.
Après plus d'une décennie de vaines recherches et démarches pour obtenir justice au Guatemala, Helen Mack Chang porte l'affaire devant la Commission interaméricaine des droits de l'homme à Washington D.C., puis devant la Cour interaméricaine des droits de l'homme, au Costa Rica. C'est le procès « Myrna Mack Chang contre l'État du Guatemala » (« Myrna Mack Chang vs. the State of Guatemala »), où les dirigeants guatémaltèques commencent par nier la responsabilité de l'État du Guatemala dans cette affaire et quittent la salle d'audience. Deux ans plus tard, l'un des assassins de sa sœur Myrna, l'ancien sergent de l'armée Noel de Jesús Beteta, est condamné dans une décision d'un type inédit. Le tribunal le condamne à 25 ans de prison.
La poursuite de l'affaire aboutit ensuite au procès de deux colonels et d'un général « en tant qu'auteurs intellectuels du meurtre ; ce sont les plus hauts fonctionnaires du Guatemala jamais jugés pour violations des droits de l'homme ». La responsabilité des hautes instances de l'État est démontrée.
En 2002, le colonel Juan Valencia Osorio est reconnu coupable et condamné par contumace pour avoir commandité le meurtre, et condamné à 30 ans de prison. La décision est annulée par la cour d'appel en 2003. L'affaire est portée devant la Cour suprême du Guatemala. Cette affaire est la première du genre dans le pays et crée un précédent qui fait jurisprudence pour des affaires similaires relatives aux droits de l'homme.
Helen Mack Change soutient d'autres combats. Elle s'engage personnellement dans le procès intenté contre le gouvernement guatémaltèque pour le meurtre d'une autre personne, l'inspecteur de police José Miguel Mérida Escobar qui semblait avoir découvert la vérité sur ce meurtre. Elle enquête aussi, avec sa fondation, sur les affaires de disparition d'autres Guatémaltèques.
Sous le régime du président Álvaro Colom, Helen Mack est nommée en 2010 pour mener des enquêtes sur la corruption policière. Après sa nomination, elle affirme que les bas salaires et les mauvaises conditions de travail de la police guatémaltèque sont des catalyseurs clés de la corruption et doivent être combattus.

## Hommages
- Chevalier de la Légion d'honneur, 2011. Les insignes lui en sont remis par l'ambassadeur de France au Guatemala.
- Prix Judith Lee Stronach, 2010, décerné pour les droits de la personne, par le Center for Justice and Accountability[7].
- Prix de l'université Notre-Dame, 2005, pour la fonction publique distinguée en Amérique latine[3].
- Right Livelihood Award (« prix Nobel alternatif »), 1992, « pour son courage personnel et sa persévérance dans la recherche de la justice et la fin de l'impunité des meurtriers politiques »[3].